# Ludmilla Hypius

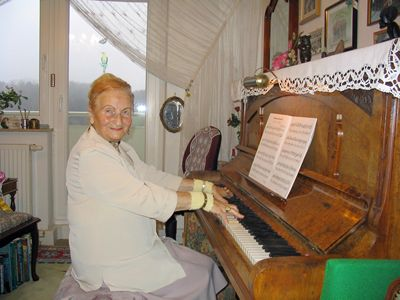
Ludmilla Hypius (2004)

Ludmilla Bernhardine Hypius (* 2. Mai 1911 in Baden-Baden; † 25. Januar 2015 in Frankfurt (Oder)) war eine deutsche Trompeterin und Musikpädagogin.

## Familie
Ludmilla Hypius war die Tochter der Kammersängerin Marta Anna Hypius (Künstlername Arletta Hypius, * 1887) und des Schauspielers Johann Friedrich Bernhard Mörbitz (1872–1916). Hypius hatte eine 1939 geborene Tochter aus der Beziehung zu dem 1944 in Stalingrad gefallenen Peter Flocken. 1945 heiratete sie in Dresden den Generalvertreter Emil Bingel. Aus der Ehe, die 1949 geschieden wurde, stammte ein Sohn.

## Leben und Wirken
Hypius’ Vater verstarb, als sie fünf Jahre alt war. Sie absolvierte eine humanistische Bildung in Privatschulen und im privaten Höheren Lyzeum A. Nolden Dresden. Ihren ersten Klavierunterricht erhielt sie im Alter von fünf Jahren und besuchte von 1917 bis 1928 die private Musikschule Fischer in Dresden-Klotzsche.
Von 1927 bis 1932 begleitete sie Auftritte ihrer Mutter am Klavier, u. a. in Dresden, Bayreuth, München und Bad Berneck im Fichtelgebirge.
Ab 1933 spielte sie sowohl klassische als auch Unterhaltungsmusik in verschiedenen Ensembles, die sie teilweise selbst gründete. Zusätzlich lernte sie Akkordeon und Trompete. Trompetenunterricht erhielt sie in Königsberg und Aachen beim Kammermusiker Noak und in Berlin beim Kammervirtuosen Bode. Ihre Auftritte führten sie durch Deutschland und während des Zweiten Weltkrieges auch nach Norwegen, Griechenland, Dänemark und Luxemburg. Dabei wirkte sie als Trompeten- und Klaviersolistin, Sängerin und Ansagerin.
Nach Kriegsende stand sie bereits im August 1945 wieder als Instrumentalsolisten auf der Bühne und konzertierte regional mit einem kleinen Ensemble. 1950 absolvierte sie in Halle (Saale) die staatlichen Prüfungen in Trompete, Klavier, Theorie und Musikgeschichte und erhielt damit die Auftrittsgenehmigung in der DDR. Bekannt wurde sie hauptsächlich als Trompetensolistin und wirkte 10 Jahre lang bis 1964 als erste und zweite Trompeterin im Kulturorchester der Technischen Universität Dresden.
1961 absolvierte sie ein externes Studium der Musikpädagogik an der Hochschule für Musik Carl Maria von Weber Dresden und erhielt 1964 die Zulassung als freischaffende Musikerzieherin in den Fächern Klavier, Trompete und Akkordeon. Es folgte eine Anstellung in der Musikschule Eisenhüttenstadt als Musikpädagogin für Klavier- und Trompete. 1967 legte Hypius das Staatsexamen in der Abteilung für Blasinstrumente der Hochschule für Musik Dresden ab. In den Jahren von 1964 bis 2006 unterrichtete sie an den Musikschulen Eisenhüttenstadt, Fürstenwalde/Spree und Beeskow.
Neben ihrer Unterrichtstätigkeit gründete und leitete sie Bläsergruppen wie die „Breslacker Dorfmusik“, die „Dorchetaler Musikanten“ Landkreis Oder-Spree, verschiedene Jagdhorngruppen sowie die Schüler-Blasorchester von Eisenhüttenstadt und Beeskow. Von 1969 bis 1973 dirigierte sie den Volkschor „Harmonie“ in Möbiskruge und ebenfalls drei Jahre lang den Chor der Volkspolizei-Bereitschaft Eisenhüttenstadt. 1972 wurde Hypius zur stellvertretenden Direktorin der Musikschule Eisenhüttenstadt berufen. Für ihre Schüler und Bläsergruppen arrangierte und komponierte sie rund 15 kleinere Werke und absolvierte zahlreiche Auftritte mit ihren Chören und Bläsergruppen bei kulturellen Ereignissen in Eisenhüttenstadt und Umland. Noch im Alter von 90 Jahren unterrichtete sie Trompete und Klavier. Im Ruhestand leitete sie den „Chor der heiteren Seniorinnen“.
Sie wurde außerdem zu Fernseh- und Radiosendungen der DDR und später im Rundfunk Berlin-Brandenburg, Mitteldeutschen Rundfunk und Westdeutschen Rundfunk Köln 5 eingeladen.
Ludmilla Hypius starb 2015 in einem Seniorenheim. Ihre Grabstätte befindet sich auf dem Inselfriedhof in Eisenhüttenstadt. Ihr musikalischer Nachlass wird von ihrem Enkel verwaltet, der eine eigene Musikschule leitet.
In Eisenhüttenstadt wurde im Jahr 2016 der ehemalige Pionierweg in „Ludmilla-Hypius-Weg“ umbenannt.

### Esperanto
Die internationale Plansprache Esperanto erlernte Ludmilla Hypius 1976. Sie engagierte sich im Esperanto-Verband im Kulturbund der DDR, gründete in Eisenhüttenstadt eine Esperanto-Gruppe und unterrichtete die Sprache. In ihren Erinnerungen widmete sie die Kapitel „Meine Wende“ und „Angenehmes Ausland“ ihren Erfahrungen mit Esperanto. Darin betont sie:
„Der internationale Friedensgedanke förderte mein Interesse an einer internationalen Sprache. Ich war schon etwa 65 Jahre alt und lernte mit Begeisterung Esperanto, … so reiste ich zu internationalen Esperanto-Welttreffen nach Oslo, Island, Frankreich, Spanien, Bulgarien, Russland usw. Auch hatte ich oft ausländische Gäste bei mir, bei denen ich vorher in den schon genannten europäischen Ländern zu Gast war.“ 
Sie beschreibt einige Reisen und hält als Erfahrung fest: 
„Es gibt in allen Ländern bei allen Völkern in allen Berufen sehr gute charakterlich human denkende allwissende Menschen, die keine Kriege mehr wollen und eine internationale Verständigung fordern.“ 
In die Zukunft schauend, meint sie: 
„Ein kleiner Schritt, je mehr ihn gehen, umso besser… Man muss wagen, etwas weiter voraus zu denken… Also denken wir weiter voraus und sagen nicht abfällig ‚Spinnerei‘ dazu.“

## Werke (Auswahl)
- Präludium (1959)[10]
- Scherzo Op.7[11]
- Frühlingstanz[12]
- Vergnügter Zankkanon für Brüder Op. 15 (1969)
- Heiteres Intermezzo Op. 4
- Adagio für 2 Trompeten Op.3 (1950)
- Fröhlicher Herbst (2006)
- Im Sommerlager Op. 13 (1967)

## Auszeichnungen
- 1970	Artur-Becker-Medaille in Bronze (Verdienste bei der Erziehung der Jugend)
- 1972	Pestalozzi-Medaille in Bronze
- 1975	Medaille für Verdienste im künstlerischen Volksschaffen der DDR
- 1980	Medaille für hervorragende Solidaritätsarbeit in Meißner Porzellan
- 1981	Ehrennadel der Nationalen Front in Gold der DDR
- 1982	Johannes-R.-Becher-Medaille des Kulturbundes der DDR
- 1984	Urkunde in Anerkennung hervorragender solidarischer Taten von Volkssolidarität
- 1984	Pestalozzi-Medaille in Silber
- 1987	Kunstpreis der Vereinigung der gegenseitigen Bauernhilfe
- 1987	Ehrennadel des Kulturbundes der DDR in Silber
- 1988	Ehrennadel des Demokratischen Frauenbundes Deutschland in Gold
- 1989	Kurt-Barthel-Medaille (Entwicklung des geistig-kulturellen Lebens)
- 1989	Ehrennadel des Kulturbundes der DDR in Gold
- 2002	Urkunde für verdienstvolle ehrenamtliche Arbeit im Stadtverband

## Filmdokumentationen
- Ludmilla Hypius in Außenseiter-Spitzenreiter, Fernsehen der DDR vom 10. Oktober 1987
- Ludmilla Hypius in Brisant, MDR vom 28. Oktober 2003
- Ludmilla Hypius in Außenseiter-Spitzenreiter, MDR vom 18. November 2003
- Ludmilla Hypius in Unter uns – Geschichten aus dem Leben, MDR 2005
- Erlebte Geschichten: Ludmilla Hypius: „Ich wache jeden Morgen glücklich auf“, WDR5 vom 5. September 2004